# Kawasaki GPZ 1100
Kawasaki GPZ 1100 ist ein Motorradmodell der japanischen Firma Kawasaki Heavy Industries.

## Z 1100 GP B1

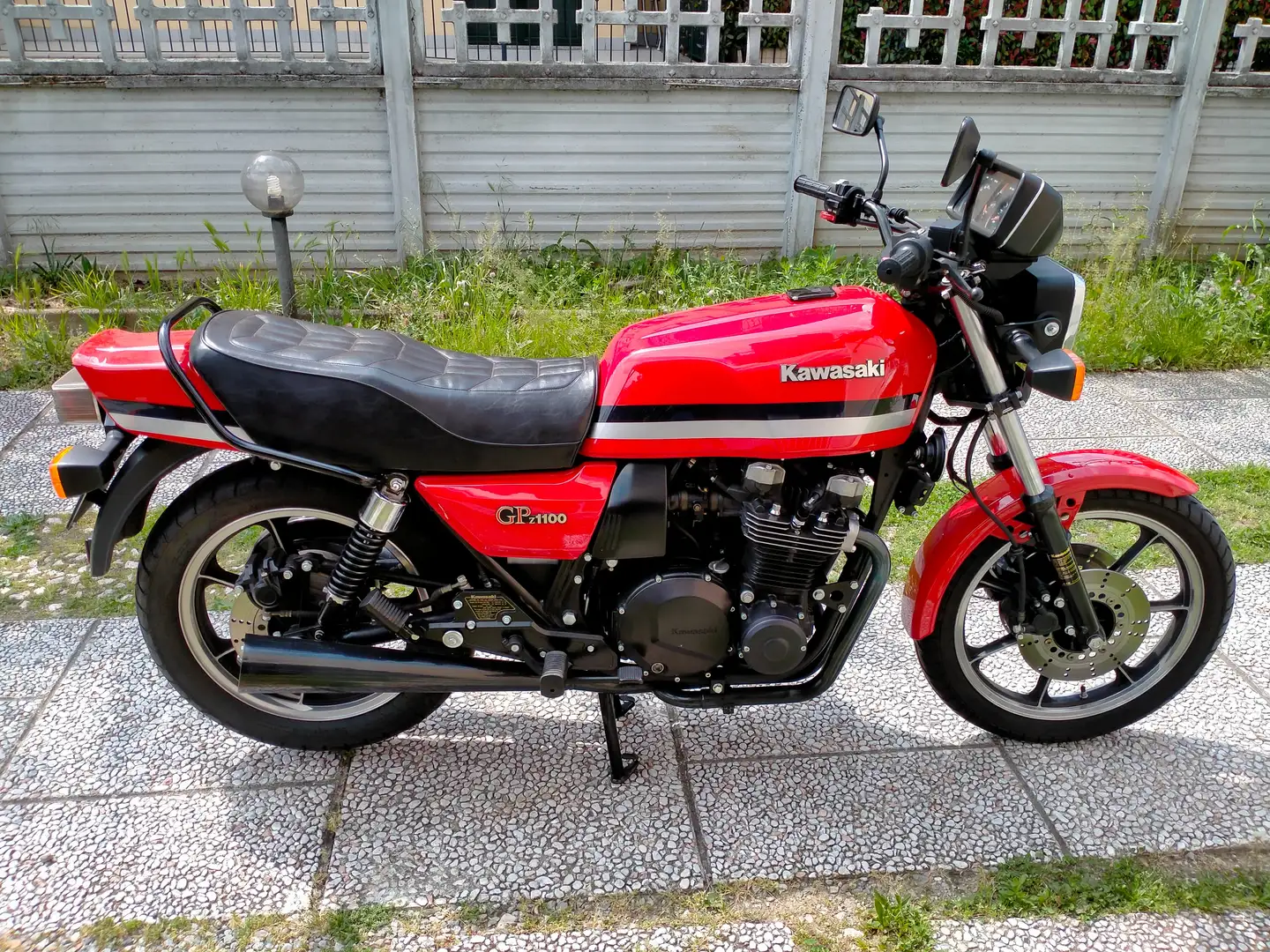
Kawasaki Z 1100 GP B1, Bj. 1981

Nachdem Kawasaki 1979 die Z1300 präsentiert hatte, unterlag der Motorradmarkt in Europa einem grundlegenden Wandel. 74 kW (100 PS) Leistung durch freiwillige Selbstbeschränkung des Importeurs galten als Maximum. Kawasaki trug dieser Entwicklung Rechnung, indem man einen leistungsfähigen Motor in ein leichtes Fahrgestell montierte, das Ergebnis war die Z 1100 GP, die auf der IFMA 1980 präsentiert wurde. Als Basis diente der Motor der Kawasaki Z1, dessen Zylinder auf 72,5 mm aufgebohrt wurden. Ein gleichbleibender Hub von 66 mm ergab 1082 cm². Der Motor hatte zwei Ventile pro Zylinder und eine schon in der Z1000 FI verwendete und dem Modell angepasste Einspritzanlage. Die Kurbelwelle des Modells lief in Rollenlagern, was der Laufruhe abträglich war, doch wurde der Motor an den vorderen Aufhängepunkten in vibrationsdämpfenden Gummielementen gelagert, mit denen Kawasaki bereits Erfahrung im Langstreckensport gesammelt hatte. Das Modell war mit einem Ölkühler ausgerüstet, für einen verbesserten Gasdurchsatz sorgten um 2 mm vergrößerte Ventilteller im Einlass und um 1 mm vergrößerte Auslassventile. Im Getriebe wurden das Zahnrad des letzten Ganges geändert, um die Langlebigkeit zu verbessern. Der Radstand wurde verlängert, der Doppelschleifen-Rohrrahmen mit Knotenblechen punktuell verstärkt. Die Vorderradgabel war luftunterstützt ausgeführt, hinten federten mehrfach verstellbare Federbeine. Die Bremsanlage mit drei Scheiben war quasi die gleich wie die der Z 750 E. Die Leichtmetall-Gussräder waren schlauchlos in den Größen 3.25 V19 vorne und 4.25 V 18 hinten bereift. Das Modell wog 258 kg.
Das Motorrad war unverkleidet und in Rot und Schwarz lackiert. Die klobige, hochgereckte Instrumenten-Box führte zu mehrfacher Kritik. Mit den Fahrleistungen der Maschine setzte Kawasaki zu seiner Zeit neue Maßstäbe: der 8.9:1 verdichtete Motor erreichte bei 7000/min sein maximales Drehmoment von 91 Nm, zog aber bereits ab 3000/min sehr gut an und mit ihm erreichte das Motorrad eine Spitzengeschwindigkeit von 222 km/h. Dabei lag der Verbrauch von rund 7 l/100 km in einem niedrigen Bereich.

## Z 1100 GP B2

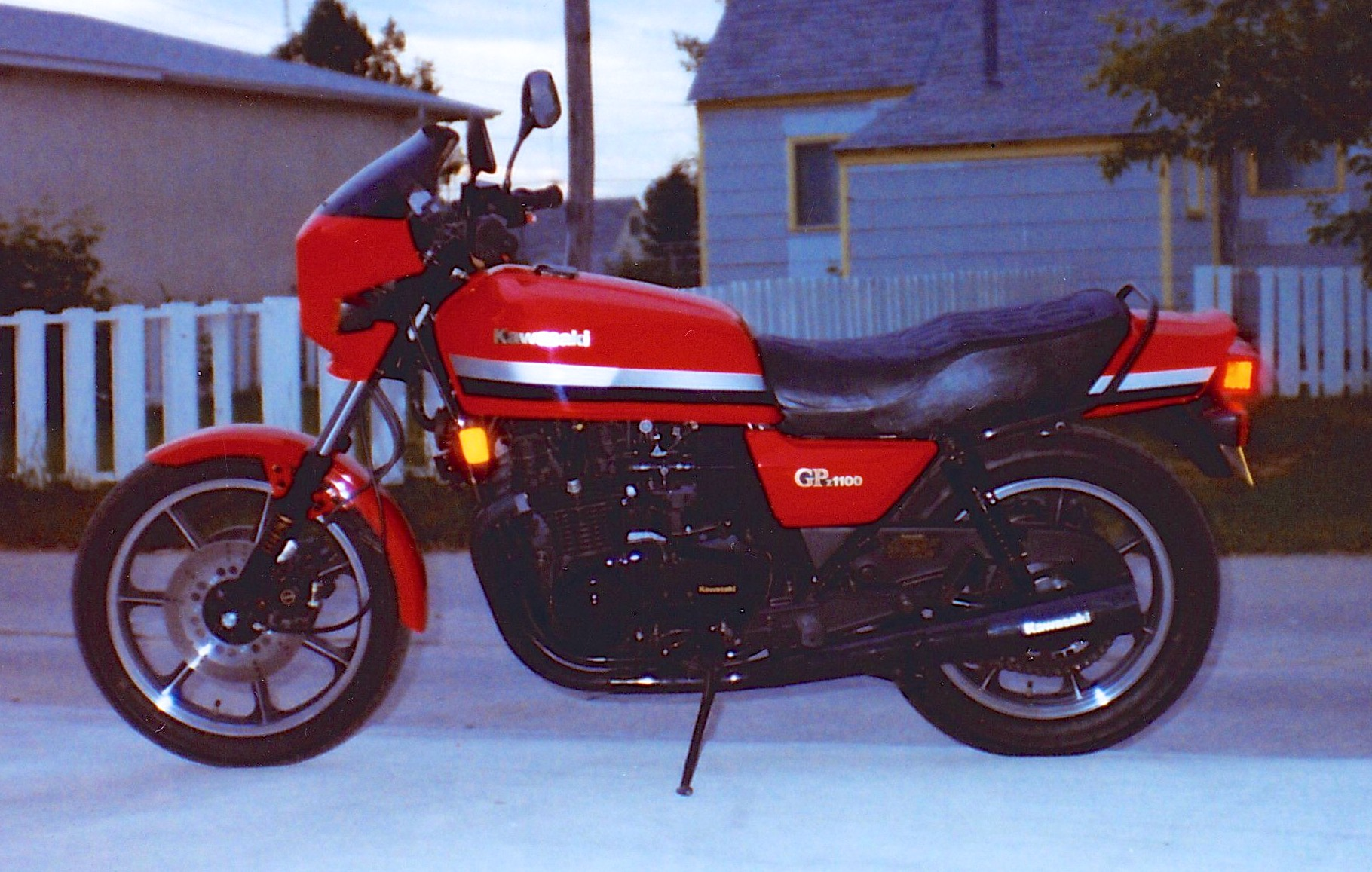
Kawasaki GPZ1100_(1982)

Im Jahr 1982 erhielt das Nachfolgemodell eine Cockpit-Verkleidung. Die Einspritzanlage wurde zur DFI (Digital Fuel Injection) weiterentwickelt. Das Modell war jetzt mit dem Zylinderkopf der Z1000 J ausgerüstet, entsprechend dessen die Einspritzdüsen nicht mehr im Zylinderkopf, sondern an den Drosselklappen-Stutzen. Die Höchstleistung des Motors blieb unverändert, wurde jedoch erst bei 8500/min erreicht, das maximale Drehmoment lag bei 7000/min an, betrug aber nur noch 86 Nm. Mit einem Verkaufspreis in Deutschland von 10.730 DM war das Modell die preisgünstigste 1100er ihrer Zeit.

## ZX 1100 A

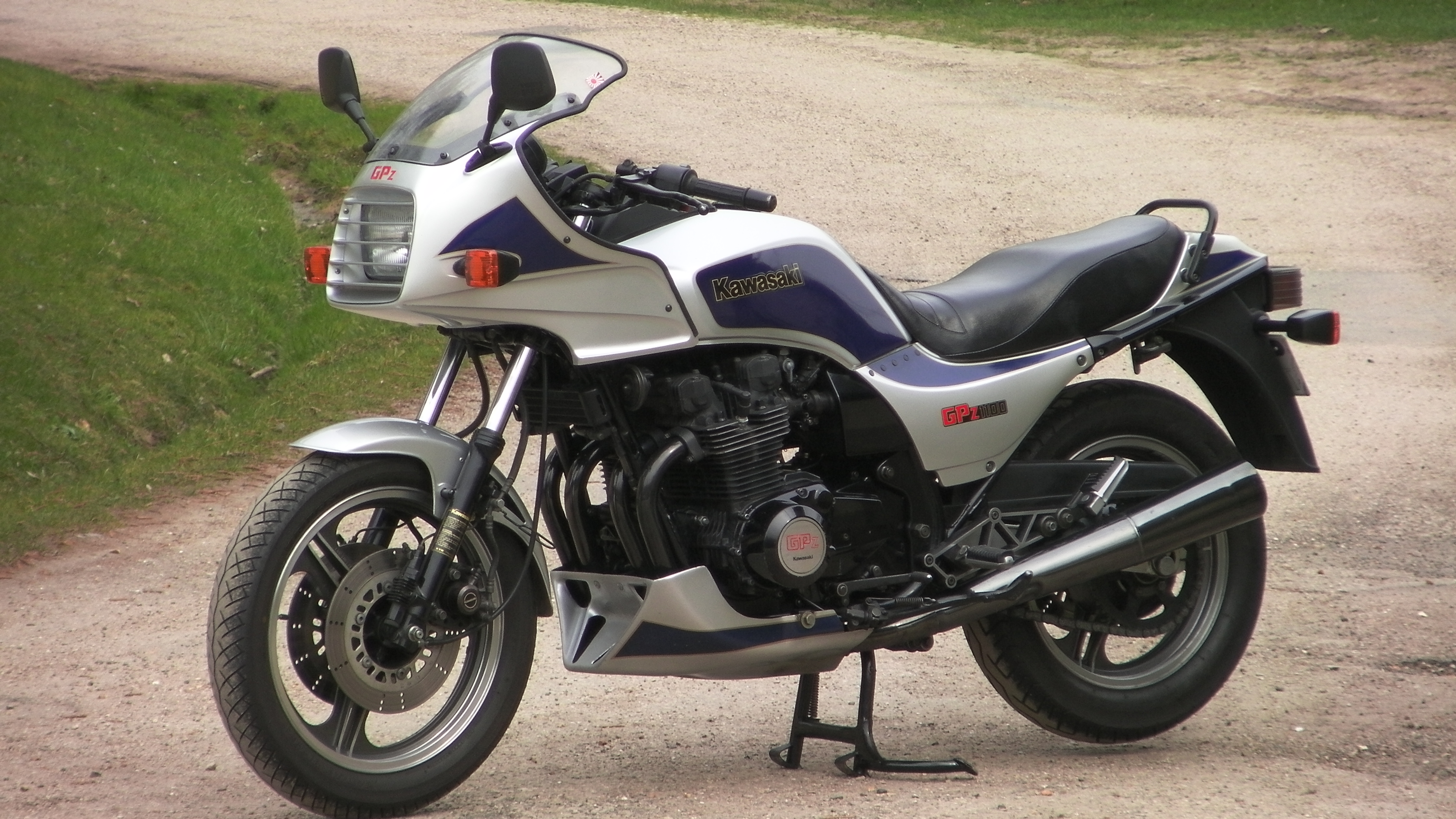
Kawasaki GPZ 1100 (ZX 1100 A2) von 1984

Im Jahr 1983 steigerte Kawasaki die Leistung des Modell auf 88 kW (120 PS), in Deutschland blieb es wegen der freiwilligen Selbstbeschränkung bei 74 kW (100 PS) bei 8750/min. Die Verdichtung wurde auf 9.5:1 erhöht, das maximale Drehmoment lag bei 87 Nm bei 8000/min. Die Hinterradfederung wurde über ein Uni-Track System mit zentralem Federbein und Umlenkhebeln bewerkstelligt, Exzenter in der Aluminium-Kastenschwinge dienten der Einstellung der Kettenspannung. Sowohl das hintere Federbein, wie auch die Vorderradgabel arbeiteten luftunterstützt, der Doppelschleifen-Rohrrahmen wurde überarbeitet. Damit wuchs der Radstand auf 1565 mm an, das Modell rollte auf Dreispeichen-Gussrädern mit Reifen in 110/90 V18 vorn und 130/90 V17 hinten.
Die neue, rahmenfeste Halbschalenverkleidung streckte das Modell optisch. Eine Anzeigenkonsole auf dem 20-l-Tank gab Auskunft über Tankinhalt, Öl- und Säurestand. Ab dem Jahr 1984 war die ZX 1100 A2 neben dem typischen Rot auch in Silber verfügbar, das Modell blieb in den Folgejahren weitgehend unverändert.
Das Nachfolgemodell war ab 1986 die GPZ 1000 RX.